# آرشي تومسون
آرشي تومسون (بالإنجليزية: Archie Thompson)‏ هو لغوي أمريكي، ولد في 26 مايو 1919، وتوفي في 26 مارس 2013.